# Audi S6
Audi S6 er sportsversionen af Audi A6. En endnu sportsligere version er RS6. Bilen adskiller sig i alle generationer fra den normale Audi A6 i optiske og tekniske detaljer. Dertil hører ud over effektstærkere motorer og mere eksklusive materialer som f.eks. udvalgte lædersorter eller trimdele af ægte carbon. Også et mere omfangsrigt standardudstyr kendetegner S6. Dertil hører ud over firehjulstrækket quattro og de S6-typiske designtræk som skrifttræk foran og bagpå og siden generation C5 de sølvfarvede kapper på sidespejlene. Derudover kan S6 kendes på ændringer af byggedelene som f.eks. fælge, udstødningssystem, undervogn og kofangere. S6 Plus er siden introduktionen blevet bygget hos quattro GmbH og er såmænd grundstenen for en serie af eksklusive biler fra mærket Audi, op til R8.

## S6 C4 (1994−1997)
Sportsversionen af Audi 100 C4 bar frem til 1994 navnet S4. Efter at Audi 100 C4 var blevet modificeret i enkelte detaljer og som følge af den nye navngivningspolitik omdøbt til A6, blev sportsversionen ligeledes omdøbt fra S4 til S6. Bilen fandtes som Limousine (sedan) og Avant (stationcar). Karrosseriet var fuldt forzinket og bilen fandtes i to motorvarianter; med 2,2-liters turbomotor (med elektronisk styret ladetryksforøgelse, det såkaldte "Overboost") med fem eller seks gear hhv. firetrins automatgear, samt med 4,2-liters V8-motor med enten sekstrins manuel gearkasse eller firetrins automatgear (med dynamisk skifteprogram DSP).

### S6 plus
I 1996 kom Audi S6 plus (som kunne kendes på blå bjælker i de daværende Audi Sport-emblem) på markedet. Modellen var ikke en specialudgave af S6, men derimod en selvstændig model fra quattro GmbH, der som datterselskab af Audi AG modificerede Audi-biler og stadigvæk gør det på de i dag aktuelle modeller. S6 plus var udstyret med en effektøget V8-motor med 240 kW (326 hk) og sekstrins manuel gearkasse. I forhold til S6 havde modellen ekstra udstyr og fandtes som Limousine og Avant. Med denne model begyndte quattro GmbH for første gang som direkte datterselskab af Audi selv at fremstille biler og overtog senere produktionen af "RS"- og "R"-serierne som f.eks. RS4, RS6 (som ligeledes fandtes som RS6 plus) og op til R8. I modsætning dertil blev den fra 1994 tilgængelige navngiver til serien, Audi RS2 (på basis af Audi 80) udviklet og bygget i joint venture med Porsche.
Af S6 plus blev der frem til 1997 kun bygget 97 Limousiner og 855 Avant'er.

### Tekniske specifikationer
| Model   | Cylindre | Ventiler | Slagvolume cm³ | Max. effekt kW (hk) / omdr. | Max. drejningsmoment Nm / omdr. | 0-100 km/t sek.1 | Topfart km/t1 | Byggeår     |
| ------- | -------- | -------- | -------------- | --------------------------- | ------------------------------- | ---------------- | ------------- | ----------- |
| S6      | 5        | 20       | 2226           | 169 (230) / 5900            | 3502 / 1950                     | 6,7 (6,8)        | 241 (235)     | 1994 − 1997 |
| S6 4.2  | 8        | 32       | 4172           | 213 (290) / 5800            | 400 / 4000                      | 5,9 (6,0)        | 249 (247)     | 1994 − 1997 |
| S6 plus | 8        | 32       | 4172           | 240 (326) / 6500            | 400 / 3500                      | 5,6 (5,7)        | 2503 (2503)   | 1996 − 1997 |

1 Værdier i parentes for Avant

2 Med overboost 380 Nm

3 Elektronisk begrænset

## S6 C5 (1999−2005)
S6-udgaven af den anden A6-generation (C5) fandtes udelukkende med 4,2-liters V8-motor. Den modificerede motor med højt omdrejningstal med variabel indsugning og fem ventiler pr. cylinder ydede nu 250 kW (340 hk). Modellen havde i forhold til den almindelige A6 (med fire- eller sekscylindrede motorer) en med 37 mm forlænget forvogn og stærk udadstillede forskærme (ligesom A6 4,2 med 220 kW (300 hk) og RS6). For at spare vægt, var motorhjelmen og forskærmene på V8-modellerne lavet af aluminium. Derved benyttedes allerede fra april 1999 Audis Doubleframe-kølergrill, som var forstadiet til det nye Singleframe-design. Dette design blev overført til alle A6-versioner ved faceliftet af A6 C5 i maj 2001. I tidsrummet mellem april 1999 og maj 2001 fandtes S6 med sekstrins manuel og femtrins automatgearkasse (Tiptronic). Limousine accelererede fra 0 til 100 km/t foregik med manuelt gear på 5,7 sekunder (aut. 6,7 sek.); Avant var ca. 0,1 sek. langsommere. S6 havde en elektronisk begrænset tophastighed på 250 km/t. Ligesom enhver Audi med disse specifikationer var også denne model som standard udstyret med firehjulstrækket quattro, yderligere særlige kendetegn i forhold til A6 var:

### Eksteriør
- Xenonforlygter
- Tågeforlygter
- 17" alufælge i specielt Avus-design 8J x 17 med dæk i dimension 255/40 ZR17
- Komplet i bilens farve lakerede kofangere fortil og bagtil
- S6-specifik, mørkegrå lakeret kølergrill med S6-prægning og betonet gitteroptik, hvor "S" og "6" udgjorde to dele af den i den tid benyttede Audi Sport-fane
- Sidespejlshuse af højglanspoleret aluminium (i dag typisk for Audi S- og RS-modeller, dog i mat sølvgrå)
- Stærkt udprægede stødlister på dørene i mørkegrå (som senere blev benyttet på RS6)
- Udstødningsrør med to ender med et synligt, rundt enderør af stål på hver side

- Audi S6 Limousine bagfra, modelår 2002
- Audi S6 Limousine bagfra, modelår 2002

### Interiør
- Fuldt elektriske Recaro-sportssæder (alcantara/perlenappalæder) inkl. lændehvirvelstøtte og indpræget "Recaro"-skrifttræk i ryglænene på begge forsæder og begge de yderste bagsæder (kunne fravælges)
- Dekorationslister af ægte carbon i dørene, instrumentbrættet og midterkonsollen (kunne fravælges)
- Taghimmel af alcantara (beige eller sort)
- Treeget lædersportsrat med "S6"-emblem i den nederste ege (i kombination med automatgear med en skiftevippe til venstre og højre på rattet med "+" og "-")
- Kombiinstrument med instrumenter med lysegrå baggrund, speedometer op til 300 km/t, S6-emblem og i modsætning til A6 med hvidt oplyste visere
- Tyverialarmanlæg med kabineovervågning
- Sædevarme foran

### Tilbehør
Som ekstraudstyr fra fabrikken kunne S6 fås med eksklusive 16" alufælge med dæk i størrelse 215/55 R16 til vinterbrug, som også kunne bruges med snekæder. Gennem quattro GmbH kunne forskellige specialhjul (som f.eks. 18" S line i nieget design) og andre individualiseringsmuligheder bestilles. Tilbehør til A6 kunne ligeledes benyttes på S6.

### Facelift maj 2001
Ligesom A6 C5 fik S6 et facelift i maj 2001, hvor visse både optiske og tekniske detaljer blev modificeret. Blandt andet blev bi-xenonforlygter (genkendelige på den større forlygtelinse) standardudstyr. Et særligt kendetegn for disse forlygter var, at den hidtil af en halogenlampe varetagne nærlysfunktion blev bibeholdt. Dermed havde bilens fører for den daværende tid ved nedblænding et meget bredt lysspektrum til rådighed, da man benyttede en kombination af gult lys fra en halogenlampe og det blå/hvide lys fra xenonforlygterne, hvilket kunne dække mange forskellige lysrækkevidder og man derved var godt rustet i kombination med tågeforlygterne. Radioantennen og modtageren til navigationssystemet, som hidtil havde været monteret adskilt fra hinanden i den bageste venstre skærm og under bagagerumsklappen, blev nu slået sammen til én enhed og udført som kort, sportslig tagantenne. I kabinen fik bilen det nye treegede lædersportsrat med en kromring om det centrale Audi-logo, som hidtil var omringet af en kunststofring. Den manuelle gearkasse blev taget af modelprogrammet og den hidtidige Audi Sport-fane blev afløst af det dengang aktuelle Audi "S"-logo. Det nye emblem kunne findes på speedometeret, den nederste ege i rattet, indstigningslisterne samt fortil og bagtil på bilen. Kort før S6 C5 udgik af produktion i 2005 blev første generation af Audi-navigationssystemet Plus med MMI-betjeningslogik (også kaldet RNS-E) tilføjet til listen over ekstraudstyr, og blev siden benyttet i modeller som Audi TT 8J frem til 2013.
- Kombiinstrument i Audi S6 C5 modelår 2002 med tilsluttet belysning
- Audi S6 med originale 16" aluminiumsvinterhjul i sekseget design og original tagbagagebærer logo
- Audi S6 Avant

Seriens topmodel var den mellem 2002 og 2005 byggede Audi RS6.

### Tekniske specifikationer
| Model    | Cylindre | Ventiler | Slagvolume cm³ | Max. effekt kW (hk) / omdr. | Max. drejningsmoment Nm / omdr. | 0-100 km/t sek.1 | Topfart km/t |
| -------- | -------- | -------- | -------------- | --------------------------- | ------------------------------- | ---------------- | ------------ |
| S6       | 8        | 40       | 4172           | 250 (340) / 7000            | 420 / 3400                      | 5,7 (6,7)        | 2502         |
| S6 Avant | 8        | 40       | 4172           | 250 (340) / 7000            | 420 / 3400                      | 5,8 (6,8)        | 2502         |

1 Værdier i parentes med automatgear

2 Elektronisk begrænset

## S6 C6 (2006−2010)
I den tredje A6-generation (C6) monteredes en 5,2-liters V10-motor i S6, som derved ydede 320 kW (435 hk). Den ticylindrede motor med direkte benzinindsprøjtning (FSI) var baseret på V8 FSI-motoren fra f.eks. RS4 og Q7. Ud over det standardmonterede quattro-firehjulstræk fandtes også S6 C6 kun med sekstrins automatgear.
Ud over betydeligt større motoreffekt adskilte S6 sig gennem
- Optisk let modificerede karrosseridele
- Kølergrill med vertikale kromstriber
- Udstødningssystem med fire enderør
- Sidespejle i aluminiumsoptik samt
- LED-dagkørelys i kofangeren

fra de "almindelige" A6-modeller.
En endnu sportsligere version kom på markedet i april 2008 med RS6-modellen.
Ligesom A6 gennemgik S6 i slutningen af 2008 et let facelift, for at matche de andre C6-modellers udseende.
- Audi S6 Limousine
- Audi S6 Avant

### Tekniske specifikationer
| Model     | Cylindre | Ventiler | Slagvolume cm³ | Max. effekt kW (hk) / omdr. | Max. drejningsmoment Nm / omdr. | 0-100 km/t sek. | Topfart km/t | Byggeår          |
| --------- | -------- | -------- | -------------- | --------------------------- | ------------------------------- | --------------- | ------------ | ---------------- |
| Limousine | 10       | 40       | 5204           | 320 (435) / 6400 − 6800     | 540 / 3000 − 4000               | 5,2             | 2501         | 3/2006 − 12/2010 |
| Avant     | 10       | 40       | 5204           | 320 (435) / 6400 − 6800     | 540 / 3000 − 4000               | 5,3             | 2501         | 3/2006 − 12/2010 |

1 Elektronisk begrænset

## S6 C7 (2012−)
I april 2011 kom fjerde generation af A6 på markedet, og allerede i efteråret 2011 præsenteredes den nye S6 på Frankfurt Motor Show.
I stedet for 10 cylindre har S6 C7 nu kun otte cylindre. Den nye 4,0-litersmotor har i modsætning til forgængeren biturboladning. For at holde brændstofforbruget nede er motoren udstyret med cylinderfrakobling og start/stop-system. Selv om denne motor med 309 kW (420 hk) (hidtil 320 kW (435 hk)) er lidt svagere end forgængeren, har Audi lovet bedre præstationer (4,8 sekunder fra 0 til 100 km/t i stedet for forgængerens 5,2 sekunder) og dynamiske køreegenskaber. Samtidig blev drejningsmomentet øget til 550 mod før 540 Nm.
Modellen findes som Limousine og Avant, som begge kom på markedet i foråret 2012.
- Bagfra

### Tekniske specifikationer
| Model     | Cylindre | Ventiler | Slagvolume cm³ | Max. effekt kW (hk) / omdr. | Max. drejningsmoment Nm / omdr. | 0-100 km/t sek. | Topfart km/t | Byggeår  |
| --------- | -------- | -------- | -------------- | --------------------------- | ------------------------------- | --------------- | ------------ | -------- |
| Limousine | 8        | 32       | 3993           | 309 (420) / 5500 − 6400     | 550 / 1400 − 5200               | 4,6             | 2501         | 4/2012 − |
| Avant     | 8        | 32       | 3993           | 309 (420) / 5500 − 6400     | 550 / 1400 − 5200               | 4,9             | 2501         | 4/2012 − |

1 Elektronisk begrænset